# Pasquale Tola
Pasquale Tola (Sassari, 30 novembre 1800 – Genova, 25 agosto 1874) è stato un magistrato, storico e politico italiano.

## Biografia
Nato dal cavalier Gavino Tola e Maria Tealdi, fratello dell'ufficiale e patriota Efisio Tola, studiò a Sassari dove conseguì la laurea in teologia e giurisprudenza e seguì anche corsi di filosofia e belle arti. Nel 1848 fece parte del gruppo di lavoro ministeriale che preparò l'estensione dei codici albertini alla Sardegna. Fu favorevole all'abolizione del feudalesimo in Sardegna. Scrisse numerose opere di carattere storico-politico e su di lui esiste un'ampia letteratura. Fu poi rettore dell'Università di Sassari. Successivamente lavorò in magistratura presso le corti d'appello di Nizza e di Genova. Fece parte del parlamento sardo, dal 1848, e poi di quello nazionale.

## Opere

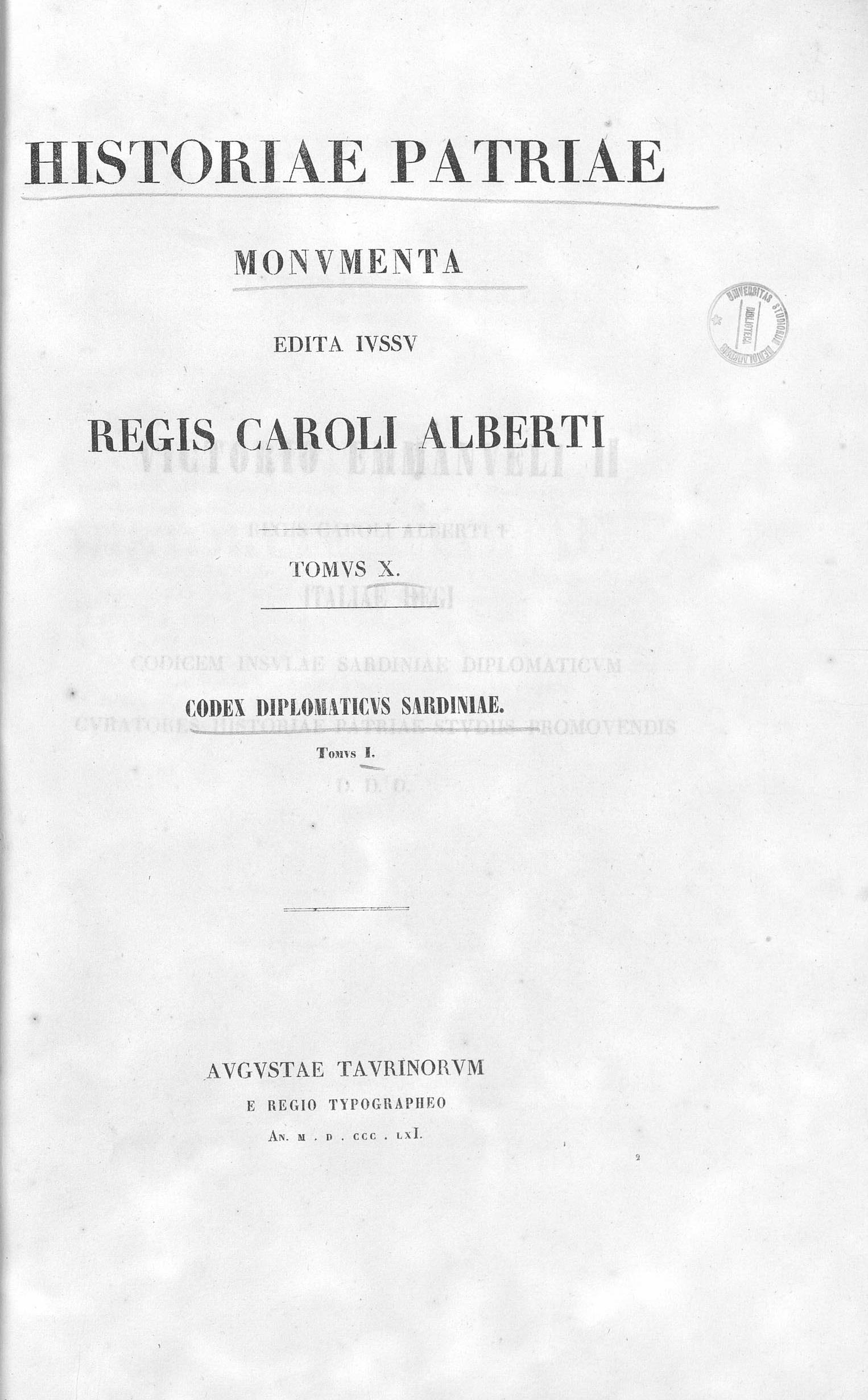
Codex diplomaticus Sardiniae, 1861

- Dizionario biografico degli uomini illustri di Sardegna, ossia Storia della vita pubblica e privata di tutti i sardi che si distinsero per opere, azioni, talenti, virtù e delitti, opera del cav. don Pasquale Tola (3 voll.), Torino, Tipografia Chirio e Mina, 1837-1838. Vol. I , Vol. II , vol.III
- Codice diplomatico di Sardegna con altri documenti storici, raccolto, ordinato ed illustrato dal cav. Don Pasquale Tola (2 voll.), Torino, Chirio e Mina, 1845.
  - Codex diplomaticus Sardiniae, Torino, 1861-8, in Historiae Patriae Monumenta, Tomi X-XII
    - (LA) Codex diplomaticus Sardiniae, vol. 1, Torino, Stamperia reale, 1861.
    - (LA) Codex diplomaticus Sardiniae, vol. 2, Torino, Stamperia reale, 1868.
- Codice degli statuti della repubblica di Sassari. Edito e illustrato dal cav. Don Pasquale Tola, Cagliari, A. Timon, 1850.

## Intitolazioni
A Sassari si trova Piazza Tola, una delle piazze esistenti nel denso centro storico cittadino. A Roma si trova Via Pasquale Tola, in una bella zona semicentrale vicino alla Via Appia. A Cagliari si trova Via Pasquale Tola, vicina alla centralissima via Pasquale Paoli e alla Via Dante. A Lanusei (NU) si trova via Pasquale Tola. La via Pasquale Tola è anche presente a Nuoro, dove si trova l'edificio denominato Ex Casa Asl, nelle vicinanze dell'Università, delle Poste Centrali, Camera di Commercio e Palazzo Civico.